# Udovica
Udovica je naziv za ženu čiji je bračni drug, odnosno supružnik preminuo. Za muškarca čiji je bračni drug preminuo se koristi izraz udovac. Za stanje u kome se udovica ili udovac nalaze se koristi izraz udovištvo. 
Običaji i općedruštveni pogledi na udovištvo se razlikuju od kulture do kulture, odnosno u odnosu na različita povijesna razdoblja i specifične gospodarske okolnosti, ali je za većinu slučajeva karakteristično da su žene-udovice u težem položaju od muškaraca-udovaca. Kao glavni razlog se obično navodi da su u većini društava muškarci glavni izvor prihoda za obitelj, odnosno da žene imaju prosječno duži životni vijek od muškaraca, a obično su mlađe od svojih bračnih partnera.

## Poveznice
- Siroče

## Vanjske poveznice
- American Widow Project  Arhivirana inačica izvorne stranice od 5. rujna 2019. (Wayback Machine)
- Sixteen widows share their stories